# Google Play Livros
O Google Play Livros (lançado em 2010) é um serviço de distribuição digital de livros eletrônicos operado pelo Google. Os usuários podem comprar e baixar livros eletrônicos e audiolivros do Google Play, que se dispõe de cinco milhões de títulos, sendo a "maior coleção de livros eletrônicos do mundo", segundo o próprio Google. Em fevereiro de 2011, o Google começou a oferecer livros digitais à venda e por meio de transferência no Android Market (agora Google Play) e lançou o aplicativo Google Livros para que os usuários possam lê-los em qualquer dispositivo com sistema operacional Android.
Em setembro de 2012, diferentes recursos foram adicionados, como destacar texto com cores diferentes, adicionar notas, traduzir texto, a possibilidade de selecionar uma área do texto para consultar seu significado e o modo de exibição de cor sépia.
Os usuários também podem enviar até mil livros digitais nos formatos de arquivos PDF ou EPUB. O Google Play Livros está disponível em setenta e sete países, incluindo o Brasil e Portugal.

## História
Em fevereiro de 2011, o Google começou a oferecer e-books para compra e download no Android Market (atualmente Google Play) e lançou o aplicativo Google Books para leitura de e-books em qualquer dispositivo com o sistema operacional Android. 
Em setembro de 2012, vários recursos foram adicionados, como destacar texto com cores diferentes, adicionar notas, traduzir texto, selecionar texto para consultar sua definição online e um modo de exibição em tom sépia. 
Em maio de 2013, o Google Play Livros, que até então só permitia que os usuários lessem livros comprados no Google Play, foi atualizado, adicionando a capacidade de adicionar livros nos formatos EPUB e PDF comprados separadamente, usando o Google Drive como armazenamento em nuvem para os livros. 
Em agosto de 2013, o aplicativo foi atualizado, melhorando a estabilidade, alterando aspectos da interface e adicionando ao catálogo livros didáticos escolares que podem ser adquiridos ou alugados por um período de seis meses. 

## Disponibilidade
O Google expandiu a disponibilidade do Google Play para mais países ao redor do mundo. Atualmente, conteúdo digital e aplicativos pagos do Google Play podem ser encontrados nos locais listados abaixo. Argentina, Austrália, Áustria, Bahrein, Bélgica, Belarus, Bolívia, Brasil, Canadá, Chile, Colômbia, Costa Rica, República Tcheca, Dinamarca, República Dominicana, Equador, Egito, El Salvador, Estônia, Finlândia, França, Alemanha, Grécia, Guatemala, Honduras, Hong Kong, Hungria, Índia, Indonésia, Irlanda, Itália, Japão, Jordânia, Cazaquistão, Quirguistão, Kuwait, Letônia, Líbano, Lituânia, Luxemburgo, Malásia, México, Holanda, Nova Zelândia, Nicarágua, Noruega, Omã, Panamá, Paraguai, Peru, Filipinas, Polônia, Portugal, Catar, Romênia, Rússia, Arábia Saudita, Cingapura, Eslováquia, África do Sul, Espanha, Suécia, Suíça, Taiwan, Tailândia, Turquia, Ucrânia, Emirados Árabes Unidos, Reino Unido, Estados Unidos, Uruguai, Uzbequistão, Venezuela, Vietnã. 